# بولشيي تشابورنيكي (فولغوغراد)
بولشيي تشابورنيكي (بالروسية: Большие Чапурники) هي مدينة في مقاطعة فولغوغراد أوبلاست في روسيا.